# Barbara Rush
Barbara Rush (Denver, 4 gennaio 1927 – Westlake Village, 31 marzo 2024) è stata un'attrice statunitense.

## Biografia
Barbara Rush nacque a Denver, in Colorado, il 4 gennaio 1927, figlia di Roy Rush, avvocato per una compagnia mineraria del Midwest. Crebbe a Santa Barbara, dove studiò all'Università della California, conseguendo la laurea nel 1948.
Iniziò giovanissima a recitare per la Pasadena Playhouse. Scritturata dalla Paramount Pictures, debuttò sul grande schermo nel 1950 in The Goldbergs, tratto da una fortunata trasmissione radiofonica.
Attrice dal fisico da pin-up, nel 1954 vinse il Golden Globe per la migliore attrice debuttante per il film di fantascienza Destinazione... Terra!. Nello stesso anno prese parte al melodramma Magnifica ossessione di Douglas Sirk accanto a Jane Wyman e Rock Hudson. Contestualmente continuò a calcare il palcoscenico per diversi spettacoli a Broadway, iniziando a recitare anche in numerose serie TV. 
Nel 1970 le venne conferito a Chicago il premio teatrale Sarah Siddons Award.
Morì a Westlake Village il 31 marzo 2024 all'età di 97 anni.

## Vita privata
Dal 1950 al 1955 fu sposata col collega Jeffrey Hunter dal quale ebbe un figlio, Christopher, nato nel 1952. Nel 1959 si risposò col pubblicista Warren Cowan da cui ebbe una figlia, Claudia, e dal quale divorziò nel 1970. Dal 1971 al 1975 fu infine sposata con Jim Gruzalski.

## Filmografia parziale

### Cinema
- The Goldbergs, regia di Walter Hart (1950)
- Quando i mondi si scontrano (When Worlds Collide), regia di Rudolph Maté (1951)
- La prima legione (The First Legion), regia di Douglas Sirk (1951)
- Quebec, regia di George Templeton (1951)
- La cavalcata dei diavoli rossi (Flaming Feather), regia di Ray Enright (1952)
- Navi senza ritorno (Prince of Pirates), regia di Sidney Salkow (1953)
- Destinazione... Terra! (It Came from Outer Space), regia di Jack Arnold (1953)
- Il figlio di Kociss (Taza, Son of Cochise), regia di Douglas Sirk (1954)
- Lo scudo dei Falworth (The Black Shield of Falworth), regia di Rudolph Maté (1954)
- Magnifica ossessione (Magnificent Obsession), regia di Douglas Sirk (1954)
- Bacio di fuoco (Kiss of Fire), regia di Joseph M. Newman (1955)
- Il ribelle d'Irlanda (Captain Lightfoot), regia di Douglas Sirk (1955)
- Dietro lo specchio (Bigger Than Life), regia di Nicholas Ray (1956)
- I trafficanti di Hong Kong (Flight to Hong Kong), regia di Joseph M. Newman (1956)
- I gangster del ring (World in My Corner), regia di Jesse Hibbs (1956)
- Le donne hanno sempre ragione (Oh, Men! Oh, Women!), regia di Nunnally Johnson (1957)
- Un urlo nella notte (No Down Payment), regia di Martin Ritt (1957)
- La tigre (Harry Black), regia di Hugo Fregonese (1958)
- I giovani leoni (The Young Lions), regia di Edward Dmytryk (1958)
- I segreti di Filadelfia (The Young Philadelphians), regia di Vincent Sherman (1959)
- Noi due sconosciuti (Strangers When We Meet), regia di Richard Quine (1960)
- Il letto di spine (The Bramble Bush), regia di Daniel Petrie (1960)
- Alle donne ci penso io (Come Blow Your Horn), regia di Bud Yorkin (1963)
- I 4 di Chicago (Robin and the 7 Hoods), regia di Gordon Douglas (1964)
- Hombre, regia di Martin Ritt (1967)
- Strategy of Terror, regia di Jack Smight (1969)
- Dai papà... sei una forza! (Superdad), regia di Vincent McEveety (1973)
- Peege, regia di Randal Kleiser (1973)
- Can't Stop the Music, regia di Nancy Walker (1980)
- Summer Lovers, regia di Randal Kleiser (1982)
- Ragnatela d'inganni (Web of Deceit), regia di Sandor Stern (1990)
- My Mother's Hairdo, regia di Abe Sylvia (2006)

### Televisione
- Lux Video Theatre – serie TV, 4 episodi (1954-1956)
- Matinee Theatre – serie TV, 1 episodio (1957)
- Playhouse 90 – serie TV, 2 episodi (1957-1960)
- Scacco matto (Checkmate) – serie TV, episodio 1x09 (1960)
- General Electric Theater – serie TV, episodio 10x23 (1962)
- Undicesima ora (The Eleventh Hour) – serie TV, 1 episodio (1962)
- The Dick Powell Show – serie TV, episodio 2x14 (1963)
- Ben Casey – serie TV, episodio 3x14 (1963)
- The Outer Limits – serie TV, 1 episodio (1963)
- The Crisis – serie TV, 2 episodi (1965)
- Il dottor Kildare (Dr. Kildare) – serie TV, 2 episodi (1965)
- Il fuggiasco (The Fugitive) – serie TV, 2 episodi (1965)
- Convoy – serie TV, episodio 1x04 (1965)
- Laredo – serie TV, 1 episodio (1966)
- Polvere di stelle (Bob Hope Presents the Chrysler Theatre) – serie TV, 1 episodio (1966)
- Custer – serie TV, 1 episodio (1967)
- Batman – serie TV, 2 episodi (1968)
- Peyton Place – soap opera, 75 puntate (1968-1969)
- Love, American Style – serie TV, 1 episodio (1970)
- Mod Squad, i ragazzi di Greer (The Mod Squad) – serie TV, 1 episodio (1971)
- Mistero in galleria (Night Gallery) – serie TV, 1 episodio (1971)
- Marcus Welby (Marcus Welby, M.D.) – serie TV, 2 episodi (1969-1972)
- Uno sceriffo a New York (McCloud) – serie TV, 1 episodio (1972)
- Lo sceriffo del sud (Cade's County) – serie TV, 1 episodio (1972)
- Difesa a oltranza (Owen Marshall: Counselor at Law) – serie TV, 1 episodio (1972)
- Maude – serie TV, 1 episodio (1972)
- Ironside – serie TV, 2 episodi (1971-1972)
- Le strade di San Francisco (The Streets of San Francisco) – serie TV, 1 episodio (1973)
- Le pazze storie di Dick Van Dyke (The New Dick Van Dyke Show) – serie TV, 3 episodi (1973-1974)
- Medical Center – serie TV, 4 episodi (1969-1974)
- Sulle strade della California (Police Story) – serie TV, 1 episodio (1974)
- Cannon – serie TV, 1 episodio (1975)
- Mannix – serie TV, 2 episodi (1968-1975)
- Ellery Queen – serie TV, episodi 1x01-1x17 (1975-1976)
- La donna bionica (The Bionic Woman) – serie TV, 1 episodio (1976)
- Love Boat (The Love Boat) – serie TV, 2 episodi (1979)
- Fantasilandia (Fantasy Island) – serie TV, 3 episodi (1978-1984)
- Flamingo Road – serie TV, 38 episodi (1980-1982)
- Matt Houston – serie TV, 1 episodio (1983)
- Supercar (Knight Rider) – serie TV, 1 episodio (1983)
- Masquerade – serie TV, 1 episodio (1984)
- Detective per amore (Finder of Lost Loves) – serie TV, 1 episodio (1984)
- Glitter – serie TV, 1 episodio (1985)
- Hotel – serie TV, 2 episodi (1985-1986)
- Magnum, P.I. – serie TV, 2 episodi (1984-1987)
- La signora in giallo (Murder, She Wrote) – serie TV, episodio 4x01 (1987)
- Hooperman – serie TV, 2 episodi (1988)
- Paradise – serie TV, 1 episodio (1991)
- La valle dei pini (All My Children) – soap opera, 37 puntate (1992-1993)
- La legge di Burke (Burke's Law) – serie TV, 1 episodio (1995)
- Relativity – serie TV, 1 episodio (1996)
- Oltre i limiti (The Outer Limits) – serie TV, 1 episodio (1998)
- Settimo cielo (7th Heaven) – serie TV, 10 episodi (1997-2007)

## Riconoscimenti
- Golden Globe
  - 1954 – Migliore attrice debuttante per Destinazione... Terra!

## Doppiatrici italiane
- Rosetta Calavetta in Navi senza ritorno, Destinazione Terra, Magnifica ossessione, Il ribelle d'Irlanda, Lo scudo dei Falworth, Hombre, Ellery Queen (ep. 1x17)
- Maria Pia Di Meo in Il letto di spine, Ragnatela d'inganni, I segreti di Filadelfia, Alle donne ci penso io, I 4 di Chicago
- Dhia Cristiani in Dietro lo specchio, I giovani leoni, La tigre, Un urlo nella notte
- Miranda Bonansea in Il figlio di Kociss
- Renata Marini in Le donne hanno sempre ragione
- Lydia Simoneschi in Noi due sconosciuti
- Fiorella Betti in Dai papà... sei una forza!
- Flaminia Jandolo in Ellery Queen (ep. 1x01)
- Gioietta Gentile in Love Boat
- Vira Silenti in Flamingo Road
- Aurora Cancian in Quando i mondi si scontrano (ridoppiaggio 1984)
- Cristina Grado in Detective per amore
- Mirella Pace in La signora in giallo
- Angiolina Quinterno in Settimo cielo